# Sidoskada
Sidoskador (engelska collateral damage) är i militär terminologi skadeverkningar som uppstår oavsiktligt eller genom misstag i samband med militär verksamhet. Begreppet används i första hand om skadeverkningar på civil egendom och civilpersoner; oavsiktlig bekämpning av egen trupp betecknas traditionellt vådabekämpning. Det engelskspråkiga begreppet collateral damage har kommit att användas även utanför militär verksamhet.
Då begreppet omfattar allt från smärre skador på egendom till dödsoffer bland oskyldig civilbefolkning uppfattas termen ibland som en eufemism, även när den används strikt om sådana verkningar som ryms inom krigets lagar.
Fenomenet med sidoskador inom militära operationer har fått ökad medial uppmärksamhet från 1990-talet i samband med fredsfrämjande operationer och kriget mot terrorismen, eftersom dessa typer av operationer ofta sker nära civilbefolkning, riktar sig mot svåridentifierade fiender och fiender som medvetet grupperar sig bland civilbefolkningen, och syftar till att uppnå mål som anses försvåras av dödsoffer bland oskyldiga civila.